# Universidad Estatal de Educación Física, Deporte, Juventud y Turismo
La Universidad Estatal de Educación Física, Deporte, Juventud y Turismo (en ruso: Российский государственный университет физической культуры, спорта, молодёжи и туризма) (ГЦОЛИФК) fue fundada como Instituto de Cultura Física en 1918, por iniciativa de Vera Velitchkina.

## Historia
En 1918, el establecimiento se instaló en la antigua propiedad de Alexei Razoumovski en la calle Matveï Kazakov en el distrito Basmanny de Moscú.
En 1934, el instituto recibió la Orden de Lenin. Durante la Segunda Guerra Mundial, los estudiantes y profesores fueron evacuados a Ekaterimburgo desde 1941 hasta 1943. En la década de 1960, el campus universitario se enriqueció con un estadio en el distrito de Izmaylovo, obra de los arquitectos Nikolai Kolli y Borís Iofán. En 1968, el edificio principal se trasladó al bulevar Sirenevy en el Distrito Administrativo Oriental.

## Instalaciones
La universidad tiene dos sucursales, una en Novocheboksarsk y otra en Irkutsk,
sus instalaciones actualmente incluyen varios polideportivos, campos de tiro, una pista de hielo, un estadio de fútbol, una piscina y varias pistas de tenis. Dentro de la universidad hay un museo de historia del deporte, la academia olímpica central, la academia de deportes de combate y una casa editorial.